# Йосиф Преспански и Охридски (XIX век)
Йосиф (на гръцки: Ιωσήφ) е гръцки духовник от XIX век, митрополит на Вселенската патриаршия.

## Биография
Роден е около 1773 година в в цариградския квартал Татавла. По произход е караманлийски грък. Племенник е на Калиник Босненски и Сараевски (1802 – 1816), на когото е и протосиггел. През октомври 1812 година е избран за титулярен кратовски епископ, викарий на Босненската епархия.
От 1815 до март 1836 година е владика на Херцеговинската епархия в Мостар, където научава сръбски език. От март 1836 година до ноември 1837 година е димитриадски и загорски митрополит. В 1837 година е уволнен, но в май 1841 година уволнението му е отменено.
На 30 юни 1843 година е назначен за охридски митрополит, като по това време е 70 – 80-годишен. Според други източници той оглавява Охридската епархия в 1840 година. Йосиф се забавя в столицата и изпраща в епархията си протосингела си българина Неофит, което зарадва българското население и охридчани му благодарят писмено. Посрещането на владиката в Охрид е тържествено. Йосиф обаче не се задържа дълго на охридската катедра.
Кузман Шапкарев пише за него:
| „ | След смъртта на поменутий владика Калиника, около 1842—1843 год., който владикува в Охрид цели 40 години, наследи го един караманлийски грък, 70—80-годишен старец на име Йосиф, човек съвсем и до костите си развратен и за нищо неспособен, по примера на когото и цялата му свита беше се повлякла така, щото митрополията в неговото време приличаше на свинярница и блуднишки вертеп. Гражданите или епархиотите охридски скоро почнаха да се отвръщат от неговите непростими гнъсотии и дигнаха се да го гонят и да искат заместванието му с друг, по-достоен... Гнъсното поведение на тоя дърт блудник, грък владика срамно би било наистина да се описва и да му се отстъпва място в страниците на настоящето ни скромно описание. Но тъй като отначало още се обещах да бъда по възможности безпристрастен, ще отбележа някои само чърти от нечутото досега Йосифово поведение. Той, макар и 70—80-годишен белобрад старец, самичък изповядваше си на язик бошначкий, който бил е понаучил във владикуванието си по Босна или Ерзеговина, казваше буквално така: „Я сум караманлия, не могу да седу без жену.“ Следователно, взел беше си една от долня класа и непочтена жена... Неговия пример последвали бяха всичките му митрополитски люде и така, граматици, дякони, протосингели и туте кванте, всекой си имаше в митрополията по една постоянна държанка; така щото митрополията заприличала беше тога на Сарданапалов дом... В такво положение като беше митрополията, какви можеха да бъдат църковните епархиални работи и нужди, как се управляваха те и как се гледаха, всекой сам си може да заключи. | “ |

Охридското гражданство се разделя на две партии – като по-голямата част от гражданите, начело с Робевци, Петър Танчев и Паунчевци е в противовладишката, а сред неговите привърженици са Манчевци, Зарчевци, поп Стефановци, Стефан Владиков. Жителите на Преспа подават петиция до Високата порта срещу Йосиф, а охридчани изпращат в Цариград делегация от Петър Димица, д-р Константин А. Робев, Димитър Андреа и Атанас Шамандура, които да изложат пред Портата зулумите, които прави на българското население владиката Йосиф. Делегацията се проваля пред Патриаршията, но успява да издейства заповед на великия везир за уволнението на Йосиф.
След уволнението си в март 1848 година отново заминава за Мостар, където е владика до май 1854 година, когато подава оставка поради старост. Умира около 1860 година.